# Plassac (Gironde)
Pour les articles homonymes, voir Plassac.
Plassac est une commune du Sud-Ouest de la France, dans le département de la Gironde (région Nouvelle-Aquitaine).
Ses habitants sont appelés les Plassacais.

## Géographie

### Localisation
Commune viticole située au bord de l'estuaire de la Gironde sur la rive droite, dans le Blayais, à 3 km au sud de Blaye, sur la route départementale 669.

### Communes limitrophes
Les communes limitrophes sont  Arcins, Berson, Blaye, Cars, Lamarque, Saint-Ciers-de-Canesse, Soussans et Villeneuve.
| Lamarque | Blaye      | Cars                   |
| Arcins   | Plassac    | Berson                 |
| Soussans | Villeneuve | Saint-Ciers-de-Canesse |

Soussans, Arcins et Lamarque sont sur la rive gauche de l'estuaire de la Gironde. La commune englobe la partie nord de l'île Verte.

### Climat
Pour des articles plus généraux, voir Climat de la Nouvelle-Aquitaine et Climat de la Gironde.
Historiquement, la commune est exposée à un climat océanique aquitain.  
En 2020, Météo-France publie une typologie des climats de la France métropolitaine dans laquelle la commune est exposée à un climat océanique et est dans une zone de transition entre les régions climatiques « Littoral charentais et aquitain » et « Aquitaine, Gascogne »0.
Pour la période 1971-2000, la température annuelle moyenne est de 12,7 °C, avec une amplitude thermique annuelle de 14,2 °C. Le cumul annuel moyen de précipitations est de 932 mm, avec 12,5 jours de précipitations en janvier et 6,9 jours en juillet. Pour la période 1991-2020, la température moyenne annuelle observée sur la station météorologique la plus proche, située sur la commune de Pauillac à 13,33 km à vol d'oiseau, est de 14,0 °C et le cumul annuel moyen de précipitations est de 857,0 mm,. Pour l'avenir, les paramètres climatiques de la commune estimés pour 2050 selon différents scénarios d’émission de gaz à effet de serre sont consultables sur un site dédié publié par Météo-France en novembre 2022.

## Urbanisme

### Typologie
Au 1er janvier 2024, Plassac est catégorisée commune rurale à habitat dispersé, selon la nouvelle grille communale de densité à sept niveaux définie par l'Insee en 2022.
Elle est située hors unité urbaine. Par ailleurs la commune fait partie de l'aire d'attraction de Blaye, dont elle est une commune de la couronne,. Cette aire, qui regroupe 13 communes, est catégorisée dans les aires de moins de 50 000 habitants,.

### Occupation des sols

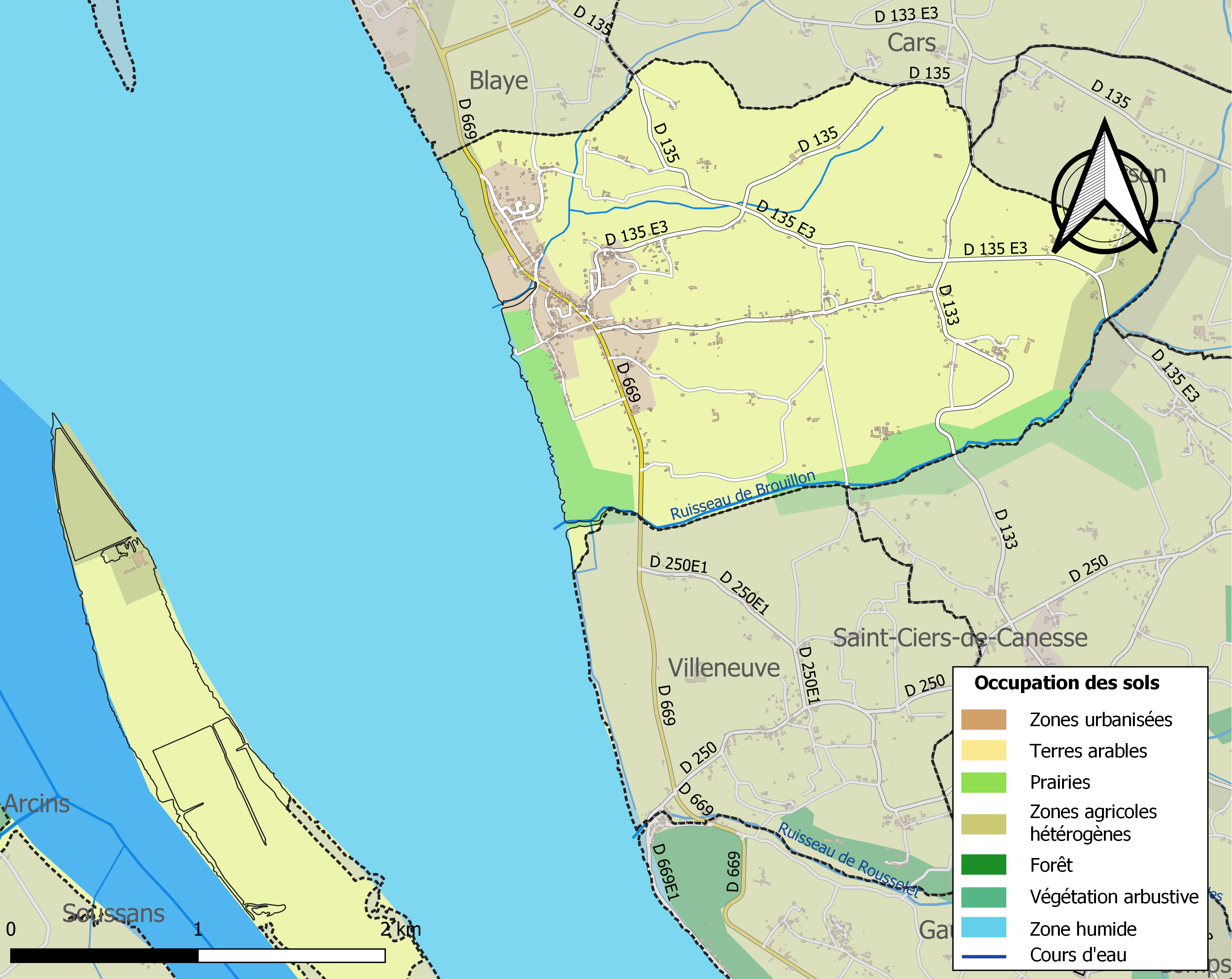
Carte des infrastructures et de l'occupation des sols de la commune en 2018 (CLC).

L'occupation des sols de la commune, telle qu'elle ressort de la base de données européenne d’occupation biophysique des sols Corine Land Cover (CLC), est marquée par l'importance des territoires agricoles (46,3 % en 2018), une proportion identique à celle de 1990 (46,3 %). La répartition détaillée en 2018 est la suivante : 
eaux maritimes (42,6 %), cultures permanentes (33,5 %), eaux continentales (7,8 %), terres arables (6,1 %), zones agricoles hétérogènes (3,6 %), zones urbanisées (3,4 %), prairies (3 %). L'évolution de l’occupation des sols de la commune et de ses infrastructures peut être observée sur les différentes représentations cartographiques du territoire : la carte de Cassini (XVIIIe siècle), la carte d'état-major (1820-1866) et les cartes ou photos aériennes de l'IGN pour la période actuelle (1950 à aujourd'hui).

### Risques majeurs
Le territoire de la commune de Plassac est vulnérable à différents aléas naturels : météorologiques (tempête, orage, neige, grand froid, canicule ou sécheresse), inondations, mouvements de terrains et séisme (sismicité faible). Il est également exposé à un risque technologique, le risque nucléaire. Un site publié par le BRGM permet d'évaluer simplement et rapidement les risques d'un bien localisé soit par son adresse soit par le numéro de sa parcelle.

#### Risques naturels
Certaines parties du territoire communal sont susceptibles d’être affectées par le risque d’inondation par débordement de cours d'eau et par submersion marine. La commune a été reconnue en état de catastrophe naturelle au titre des dommages causés par les inondations et coulées de boue survenues en 1982, 1988, 1992, 1999, 2008 et 2009,.
Les mouvements de terrains susceptibles de se produire sur la commune sont des tassements différentiels.

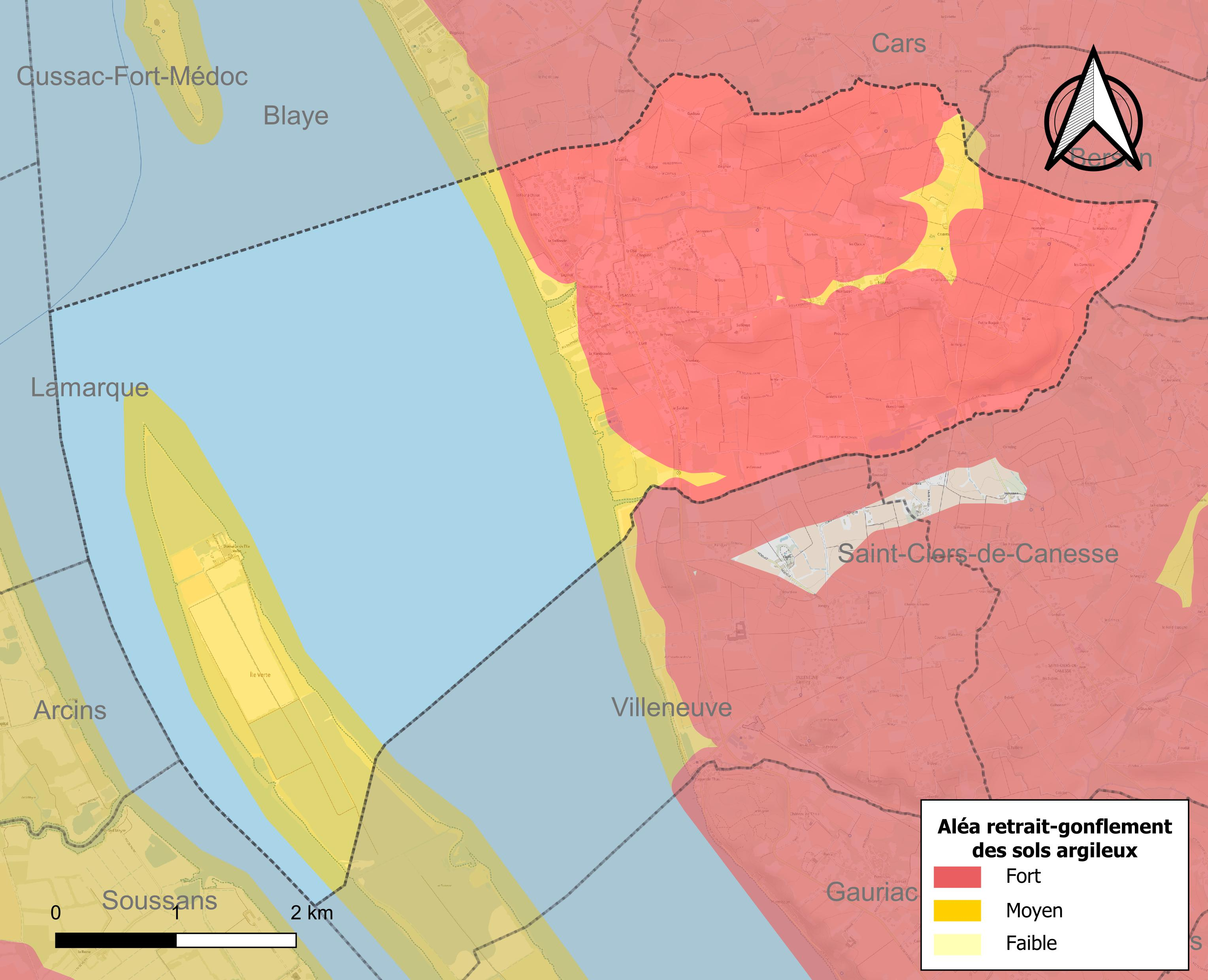
Carte des zones d'aléa retrait-gonflement des sols argileux de Plassac.

Le retrait-gonflement des sols argileux est susceptible d'engendrer des dommages importants aux bâtiments en cas d’alternance de périodes de sécheresse et de pluie. 57 % de la superficie communale est en aléa moyen ou fort (67,4 % au niveau départemental et 48,5 % au niveau national). Sur les 517 bâtiments dénombrés sur la commune en 2019,  517 sont en aléa moyen ou fort, soit 100 %, à comparer aux 84 % au niveau départemental et 54 % au niveau national. Une cartographie de l'exposition du territoire national au retrait gonflement des sols argileux est disponible sur le site du BRGM,.
Par ailleurs, afin de mieux appréhender le risque d’affaissement de terrain, l'inventaire national des cavités souterraines permet de localiser celles situées sur la commune.
Concernant les mouvements de terrains, la commune a été reconnue en état de catastrophe naturelle au titre des dommages causés par la sécheresse en 1989, 2003, 2005 et 2011 et par des mouvements de terrain en 1999.

#### Risques technologiques
La commune étant située totalement dans le périmètre du plan particulier d'intervention (PPI) de 20 km autour de la centrale nucléaire du Blayais, elle est exposée au risque nucléaire. En cas d'accident nucléaire, une alerte est donnée par différents médias (sirène, sms, radio, véhicules). Dès l'alerte, les personnes habitant dans le périmètre de 2 km se mettent à l'abri. Les personnes habitant dans le périmètre de 20 km peuvent être amenées, sur ordre du préfet, à évacuer et ingérer des comprimés d’iode stable,,.

## Histoire
La commune tire son nom de son appellation latine Blacciacum.
Une implantation gallo-romaine est attestée par la découverte de vestiges de 3 villas gallo-romaines, datant des Ier au Ve siècle apr. J.-C. Ces vestiges ont été retrouvés près de l'implantation actuelle de l'église, non loin de la Gironde.
À l'époque médiévale, le centre d'activité du village semble s'être déplacé vers les hauteurs dominant le fleuve. En témoigne en particulier un trésor de monnaies mérovingiennes découvert vers 1850 au lieu-dit Montuzet (Mont des Yeuses).
Le bas-Plassac, autour du port, a une activité fluviale et maritime importante aux XVIIe, XVIIIe et XIXe siècles. Des négociants et des capitaines au long cours s'installent dans de belles demeures de pierre. Cette activité fluviale régressera peu à peu au XXe siècle.

### Héraldique
| Blason de Plassac | « De gueules à l’épée renversée d’argent, garnie d’or, à la fasce brochant cousue d’azur, chargée d’un bateau aussi d’or, équipé aussi d’argent voguant sur une mer du même. » |

## Politique et administration

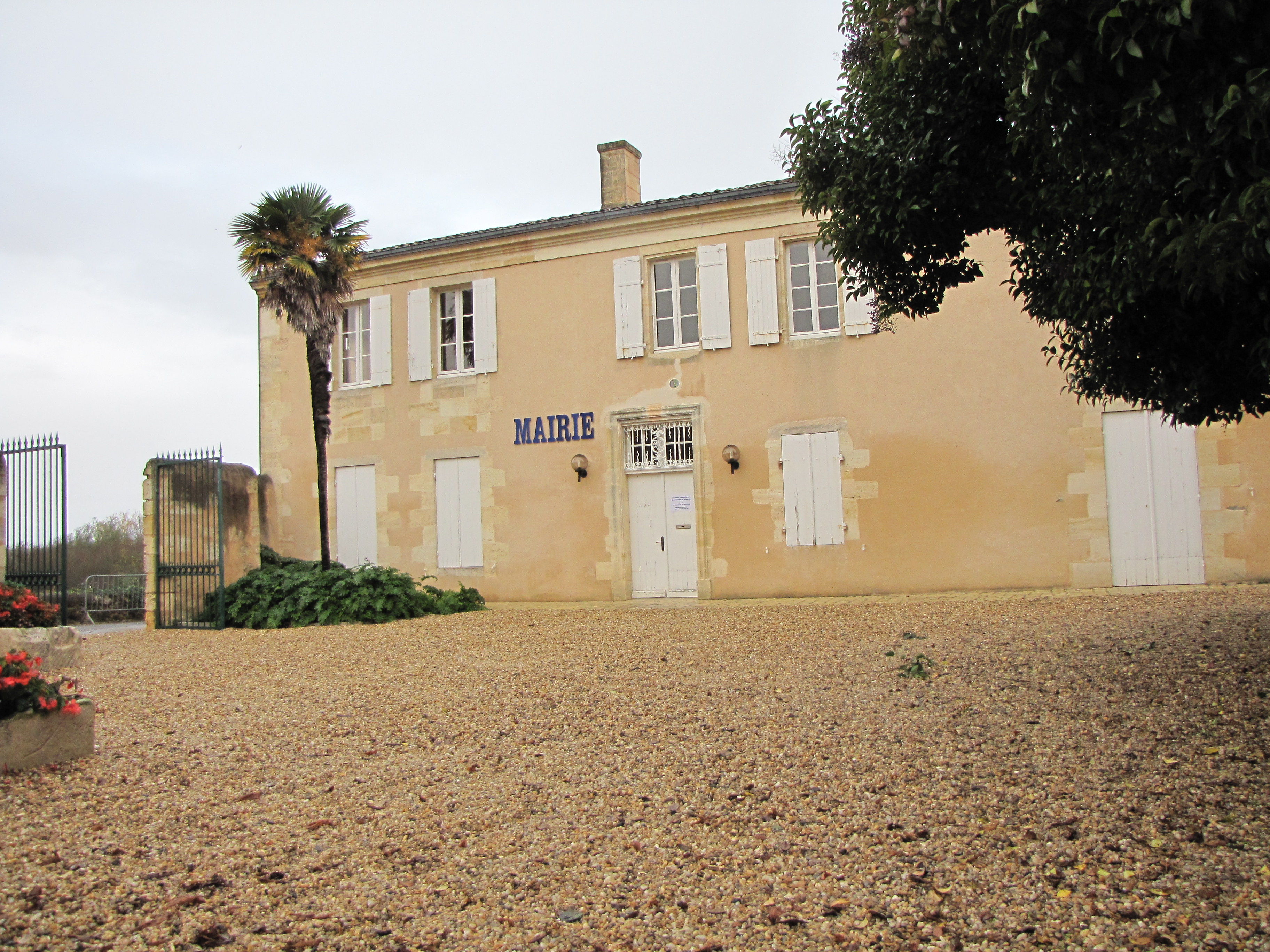
Mairie.

| Période                                  | Période  | Identité           | Étiquette | Qualité                       |
| ---------------------------------------- | -------- | ------------------ | --------- | ----------------------------- |
| 1935                                     | 1945     | Émile Gellie       | AD        | Député (1928-1940, 1945-1946) |
| 1995                                     | 2008     | Christian Michel   |           |                               |
| 2008                                     | 2020     | Martine Goutte     |           |                               |
| 2020                                     | En cours | Jean-Louis Bernard | DVG       |                               |
| Les données manquantes sont à compléter. |          |                    |           |                               |

## Démographie
L'évolution du nombre d'habitants est connue à travers les recensements de la population effectués dans la commune depuis 1793. Pour les communes de moins de 10 000 habitants, une enquête de recensement portant sur toute la population est réalisée tous les cinq ans, les populations de référence des années intermédiaires étant quant à elles estimées par interpolation ou extrapolation. Pour la commune, le premier recensement exhaustif entrant dans le cadre du nouveau dispositif a été réalisé en 2004.

En 2022, la commune comptait 942 habitants, en évolution de +9,53 % par rapport à 2016 (Gironde : +6,91 %, France hors Mayotte : +2,11 %).
| 1793  | 1800  | 1806  | 1821 | 1831  | 1836  | 1841  | 1846  | 1851  |
| ----- | ----- | ----- | ---- | ----- | ----- | ----- | ----- | ----- |
| 1 072 | 1 199 | 1 538 | 990  | 1 093 | 1 110 | 1 175 | 1 177 | 1 243 |

| 1856  | 1861  | 1866  | 1872  | 1876  | 1881  | 1886  | 1891  | 1896  |
| ----- | ----- | ----- | ----- | ----- | ----- | ----- | ----- | ----- |
| 1 070 | 1 050 | 1 089 | 1 109 | 1 236 | 1 122 | 1 108 | 1 114 | 1 179 |

| 1901  | 1906  | 1911  | 1921  | 1926  | 1931  | 1936  | 1946 | 1954  |
| ----- | ----- | ----- | ----- | ----- | ----- | ----- | ---- | ----- |
| 1 200 | 1 153 | 1 154 | 1 054 | 1 088 | 1 120 | 1 020 | 905  | 1 002 |

| 1962 | 1968 | 1975 | 1982 | 1990 | 1999 | 2004 | 2006 | 2009 |
| ---- | ---- | ---- | ---- | ---- | ---- | ---- | ---- | ---- |
| 892  | 853  | 901  | 956  | 964  | 913  | 950  | 949  | 885  |

| 2014 | 2019 | 2022 | - | - | - | - | - | - |
| ---- | ---- | ---- | - | - | - | - | - | - |
| 868  | 935  | 942  | - | - | - | - | - | - |

## Économie
Viticulture : Bordeaux (AOC) Côtes-de-blaye

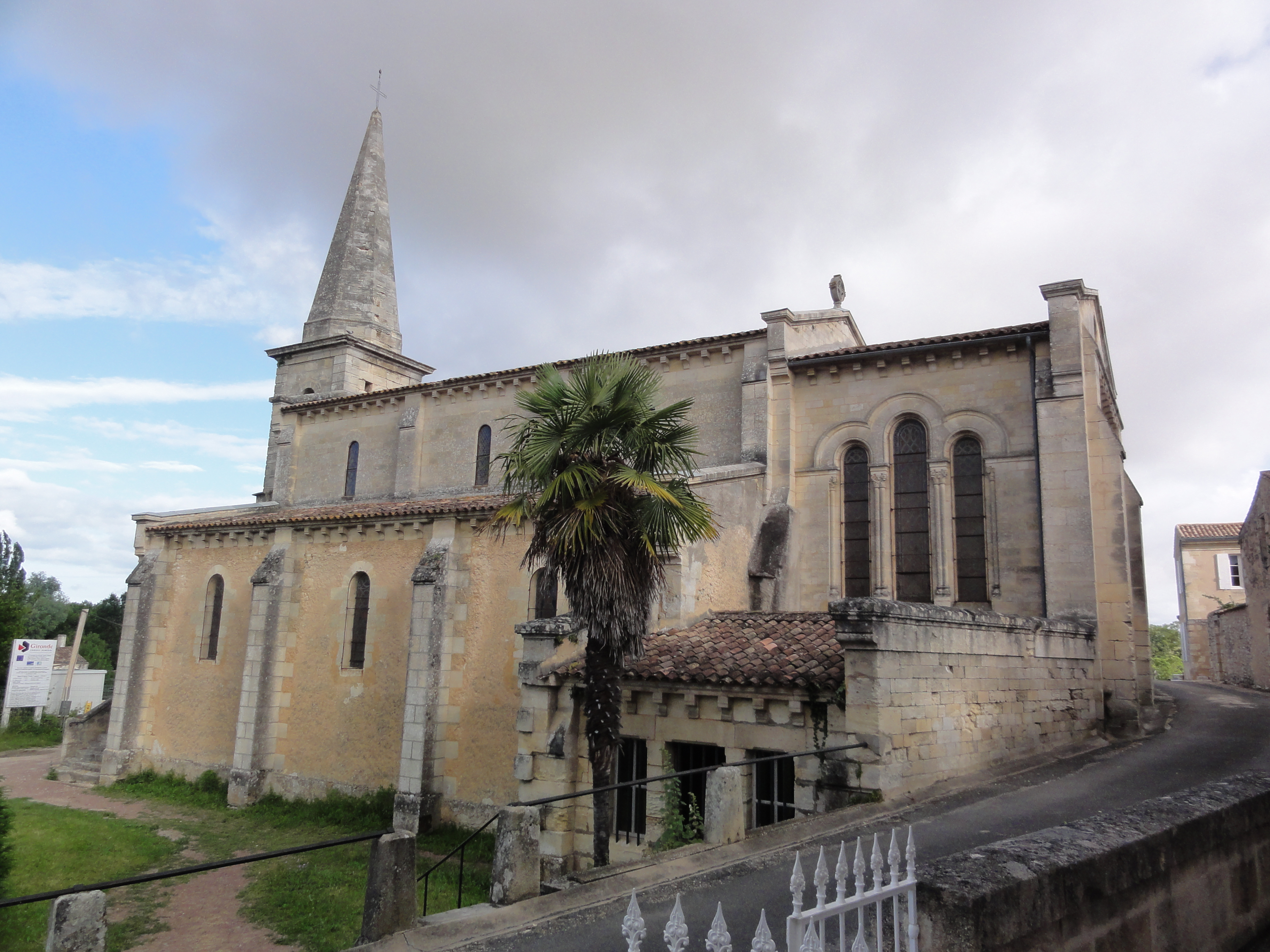
Église Saint-Pierre de Plassac

## Lieux et monuments

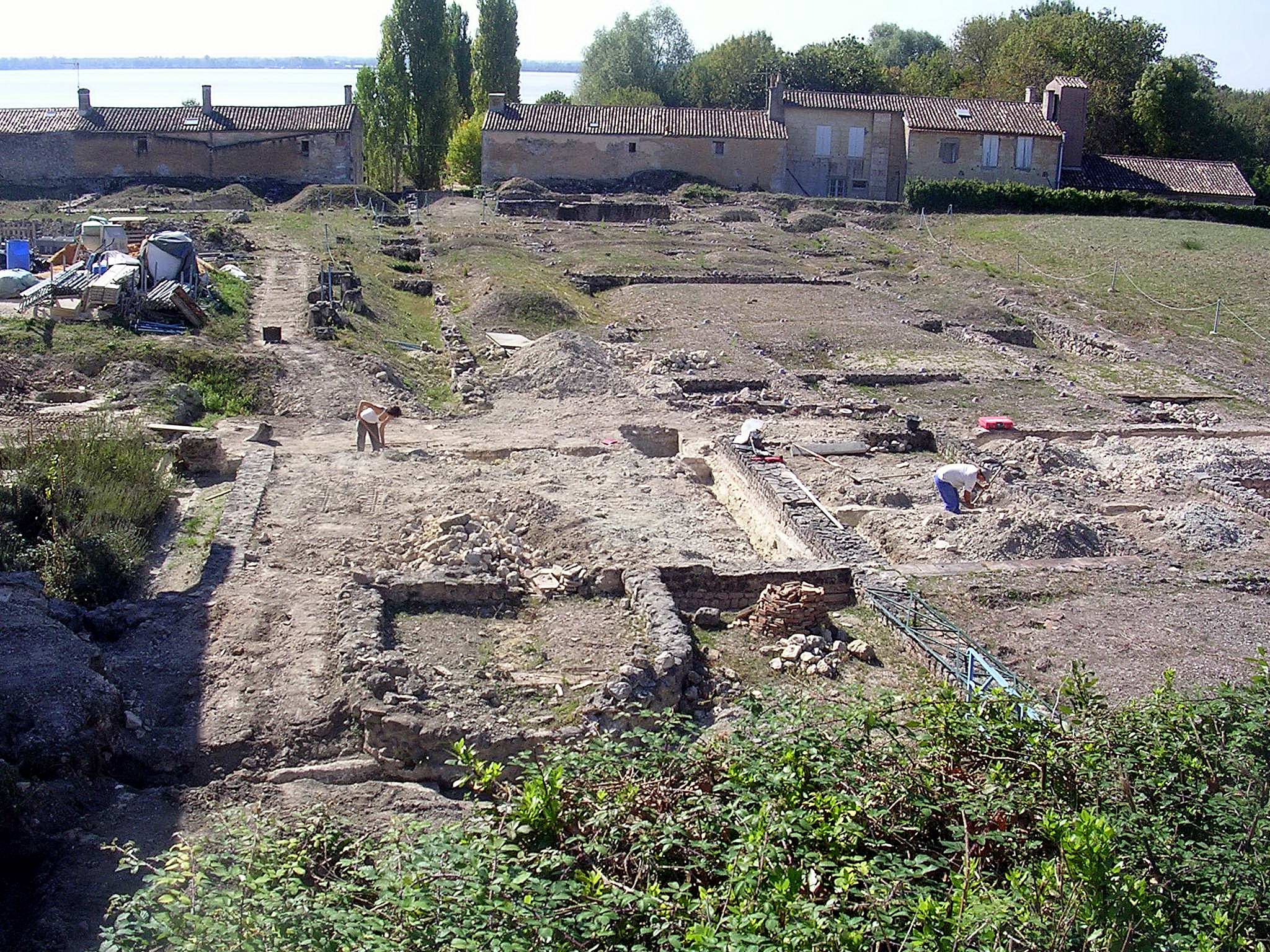
Fouilles des villas gallo-romaines de Plassac.

- Vestiges de trois villas gallo-romaines (Ier  –  Ve siècle apr. J.-C.) (musée du site).
- Un ancien autel de la patrie, surmonté d'une croix.
- Statue de la Vierge (1874) (au sommet d'une colline dominant le village).
- Église Saint-Pierre, reconstruite en 1883 sur une partie de la villa gallo-romaine[29],[30].
- Conservatoire vinicole.
- Petit port sur l'estuaire de la Gironde.

## Vie locale

### Enseignement
La commune possède une école maternelle et une école primaire (les études secondaires, collège et lycée, se poursuivent sur la commune voisine de Blaye).

### Sports
Marathon des premières côtes de Blaye

## Personnalités liées à la commune
- Émile Gellie (1885-1962), maire de Plassac, et député de la Gironde ;
- L'artiste peintre Andrée Lavieille (1887-1960) a séjourné à plusieurs reprises à Plassac, avec son mari Paul Tuffrau. Elle y a réalisé de nombreuses peintures à l'huile et aquarelles, dans lesquelles elle a pu  traduire les lumières et les délicatesses de couleurs de cette région ;
- Jean-Pierre Richard, écrivain, journaliste et réalisateur français.